# Pierre Magnol

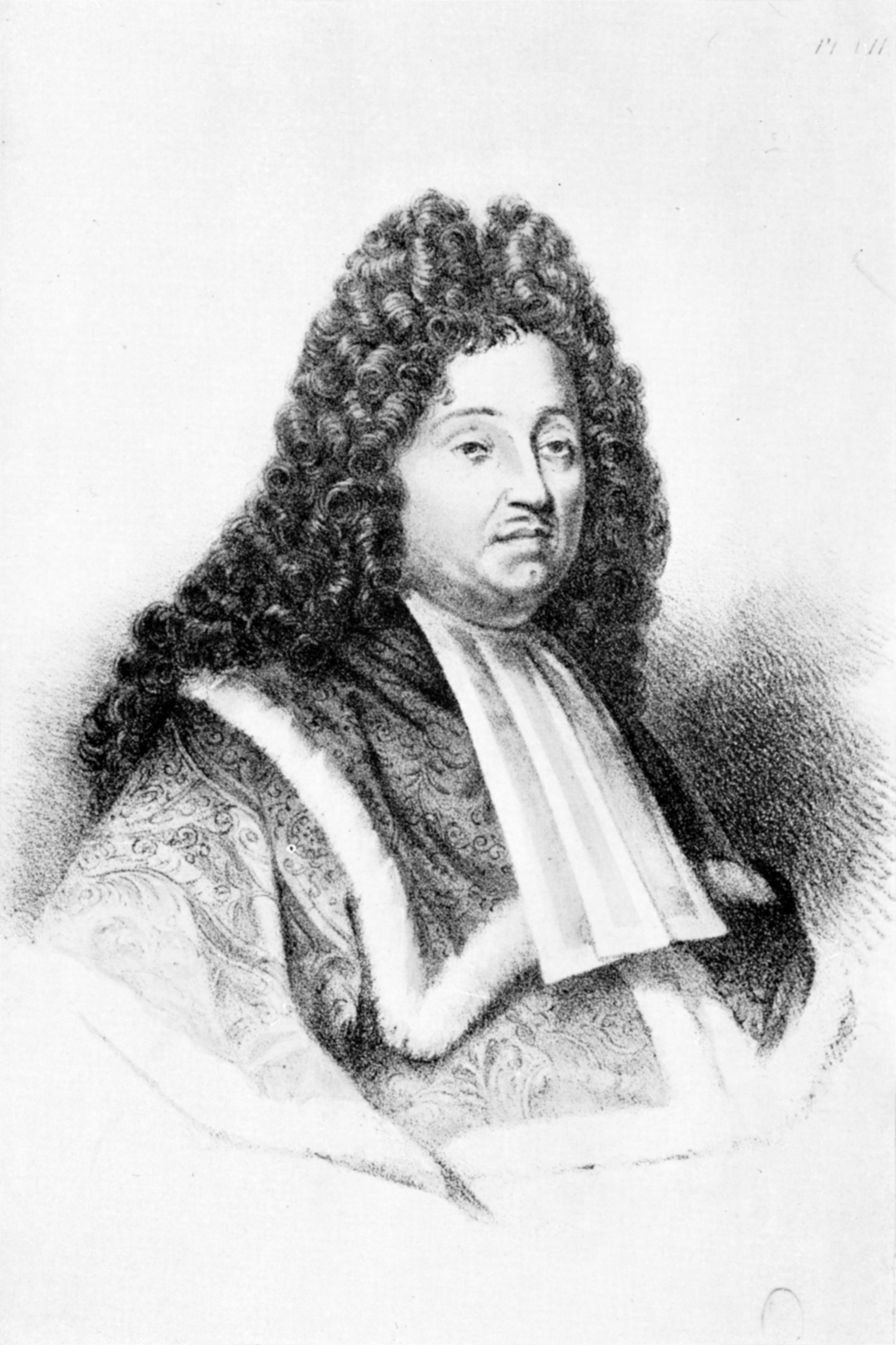
Pierre Magnol

Pierre Magnol (* 8. Juni 1638 in Montpellier; † 21. Mai 1715 ebenda) war ein französischer Botaniker. Sein offizielles botanisches Autorenkürzel lautet „Magnol“.   

## Leben und Wirken
Pierre Magnol ist ein Sohn von Claude Magnol und dessen Ehefrau Lisette, geborene Ranchin. Er wurde in einer religiösen Apothekerfamilie groß und in der Tradition des Calvinismus erzogen. Bereits sein Vater Claude und der Großvater Jean Magnol waren Pharmazeuten gewesen. Nachdem sein ältester überlebender Bruder Cesar das väterliche Geschäft übernommen hatte, verfügte Pierre über größere Freiheiten in der Wahl seines Berufes und er beschloss Arzt zu werden. Deshalb nahm er am 19. Mai 1655 ein Studium der Medizin  an der Universität seiner Vaterstadt auf, das er am 11. Januar 1659 mit seiner Promotion abschloss. Anschließend wandte er sich der Botanik zu.

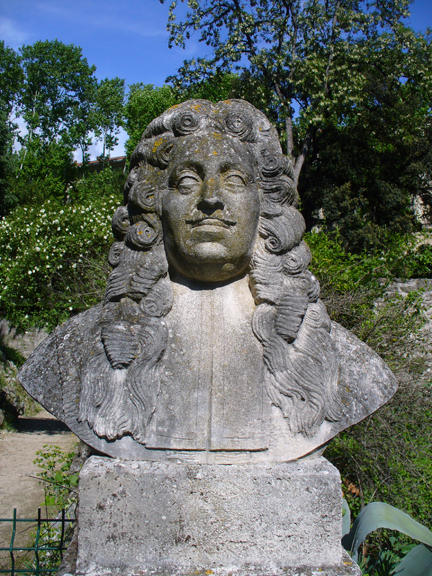
Büste Magnols im Jardin des Plantes de Montpellier.

Als Hugenotte wurde sein berufliches Fortkommen behindert. Zwar erhielt er 1663 ein „brevet de medecin royal“, das Diplom hatte jedoch keinerlei praktische Bedeutung. Sowohl 1664 als auch 1667 bewarb er sich um eine Professorenstelle an der Universität Montpellier, wurde aber beide Male zu Gunsten katholischer Mitbewerber übergangen.
Im September 1671 heiratete er Alix Fabre. Der Ehe entsprangen mehrere Kinder, darunter auch Antoine Magnol, der ebenfalls als Botaniker bekannt wurde. Über seine finanziellen Verhältnisse während dieser Zeit ist nichts bekannt. Vermutlich verdiente er den Lebensunterhalt für seine Familie, indem er als Arzt praktizierte.
Als 1685 mit dem Edikt von Fontainebleau das Edikt von Nantes widerrufen wurde, konvertierte Magnol am 30. Oktober des gleichen Jahres zum katholischen Glauben. Als Folge seiner Konversion erhielt er 1687 eine Stellung an der Universität Montpellier.
Auf Intervention seines alten Freundes Guy-Crescent Fagon übernahm er am 13. September 1694 den Lehrstuhl für Botanik am damaligen Jardin Royal de Montpellier und für eine dreijährige Amtsperiode dessen Leitung. Nach Ablauf seiner Amtszeit blieb er der Leitung des Botanischen Gartens seiner Heimatstadt als „Inspektor auf Lebenszeit“ verbunden.
Magnol wurde zu einem der Gründungsväter der Société Royale des Sciences de Montpellier (1706) und außerdem 1709 für kurze Zeit Mitglied der Pariser Akademie der Wissenschaften. Magnol hatte seinen Sitz an der Akademie kurzfristig als Ersatz für seinen 1708 verstorbenen Schüler Joseph Pitton de Tournefort übernommen, gab das Amt jedoch bereits 1710 wegen gesundheitlicher Probleme und wegen seines fortgeschrittenen Alters auf und zog sich wieder nach Montpellier zurück.
In den letzten Jahren seines Lebens widmete er sich hauptsächlich der Lehrtätigkeit und der Pflege seines eigenen, privaten Gartens. Pierre Magnol verstarb am 21. Mai 1715 in Montpellier.

## Leistungen

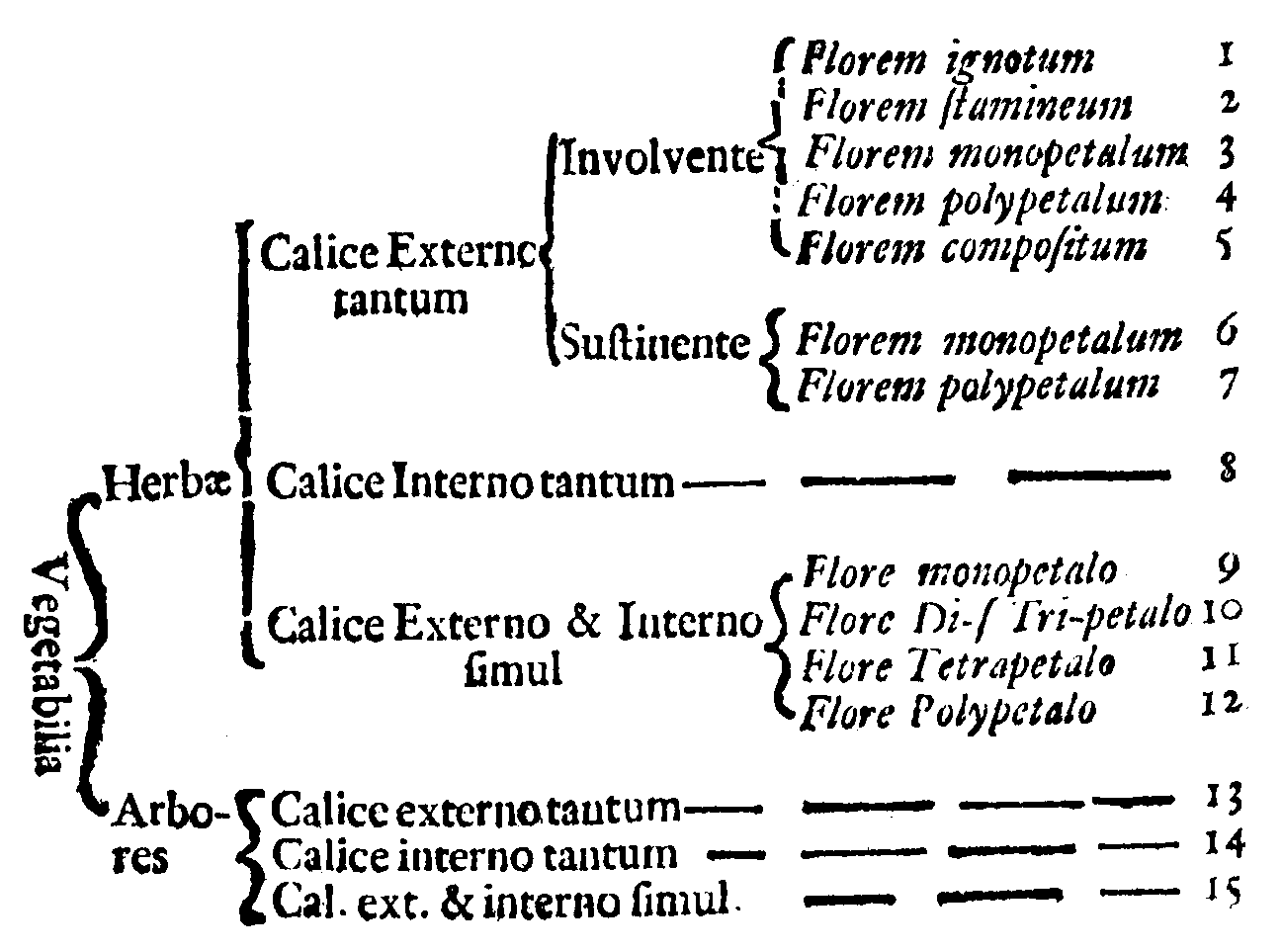
Schlüssel zur Systematik von Magnol in Linnés Classes Plantarum von 1738.

Bereits in jungen Jahren hatte Magnol die Umgebung von Montpellier botanisch erkundet. Nach seinem Studium setzte er die Tätigkeit zunächst fort, wobei er sich hauptsächlich auf das Languedoc und die Cevennen konzentrierte. 1676 veröffentlichte er sein erstes Werk Botanicum Monspeliense in dem er 1354 Pflanzenarten aus der Umgebung von Montpellier beschrieb. Zehn Jahre später erschien eine zweite, erweiterte Auflage des Buches mit der Beschreibung von weiteren 106 Pflanzenarten im Anhang.
Sein wohl bedeutsamstes Werk veröffentlichte Magnol 1689. Im Prodromus historiae generalis plantarum unternahm er den Versuch, die ihm bekannten Pflanzen in verwandtschaftliche Gruppen zu gliedern, die er, erstmals in der Botanik, als „Familien“ bezeichnete. Ähnliche Gliederungsversuche waren bereits von Robert Morison und von John Ray unternommen worden. Morisons Ansatz bewertete Magnol als „ungenügend und fehlerhaft“. Die Arbeit von John Ray, den er 1665/66 während dessen Aufenthaltes in Montpellier kennengelernt hatte und mit dem er langjährig korrespondierte, fand er hingegen als „kompliziert, obschon überaus gelehrt“ („... difficilem, quamvis doctissimam ...“).
Magnols drittes Werk, das noch zu seinen Lebzeiten veröffentlicht wurde, war der Hortus regius Monspeliense, in dem er 1697 einen Katalog aller Pflanzen, die am Jardin Royal de Montpellier gezogen wurden, präsentierte.
Er trat in regen Austausch zu wichtigen Botanikern seiner Zeit, so unter anderem zu John Ray, William Sherard und James Petiver (England), Paul Hermann und Petrus Houttuyn (Leiden), Jan Commelin (Amsterdam), J. H. Lavater (Zürich) und J. Salvador (Barcelona).
Zu seinen bekanntesten Schülern zählten Antoine de Jussieu, Joseph Pitton de Tournefort und Hans Sloane.

## Ehrungen
Charles Plumier benannte ihm zu Ehren 1703 in Nova Plantarum Americanarum Genera die Gattung Magnolia. Linné übernahm später diesen Namen.

## Schriften (Auswahl)
- Botanicum Monspeliense, sive Plantarum circa Monspelium nascentium index. Lyon 1676 (Digitalisat auf Google Books)
  - 2. Auflage: Botanicum Monspeliense, sive Plantarum circa Monspelium nascentium index. Adduntur variarum plantarum descriptiones et icones. Cum appendice quae plantas de novo repertas continet et errata emendat. Montpellier 1686 (Digitalisat auf Google Books)
- Prodromus historiae generalis plantarum, in quo familiae plantarum per tabulas disponuntur. Montpellier 1689 (Digitalisat auf Google Books)
- Hortus regius Monspeliense, sive Catalogus plantarum quae in Horto Regio Monspeliensi demonstrantur. Montpellier 1697 (Digitalisat auf Google Books)
- Novus caracter [sic] plantarum, in duo tractatus divisus: primus, de herbis & subfructibus, secundus, de fructibus & arboribus. Montpellier 1720 (Digitalisat bei Biblioteca Digital Real Jardín Botánico) – posthum herausgegeben von seinem Sohn Antoine Magnol (1676–1759).